# Baker Street (London Underground)

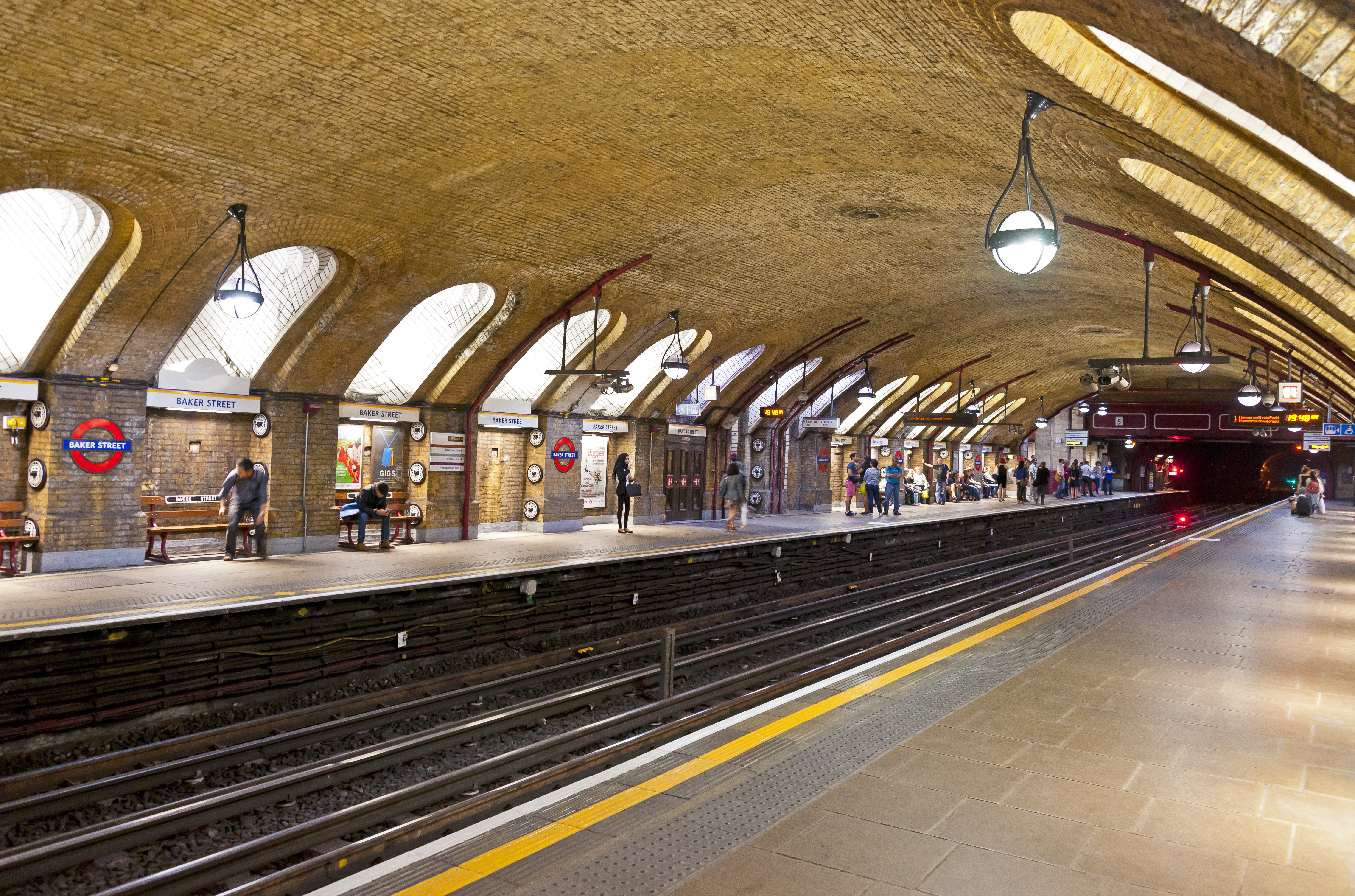
Bahnhofsteil der Circle Line von 1863, Aufnahme von 2024

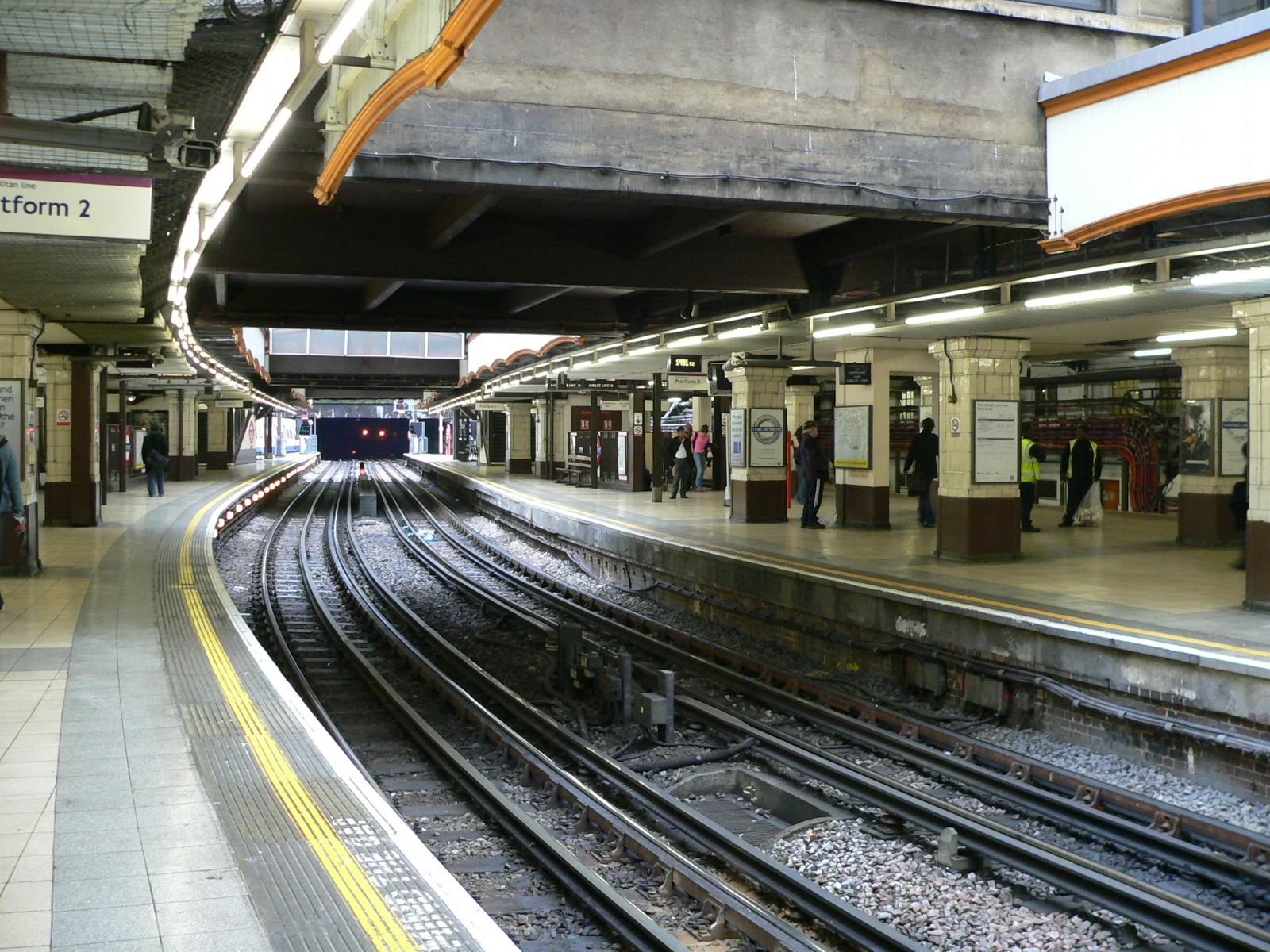
Bahnsteige der Metropolitan Line

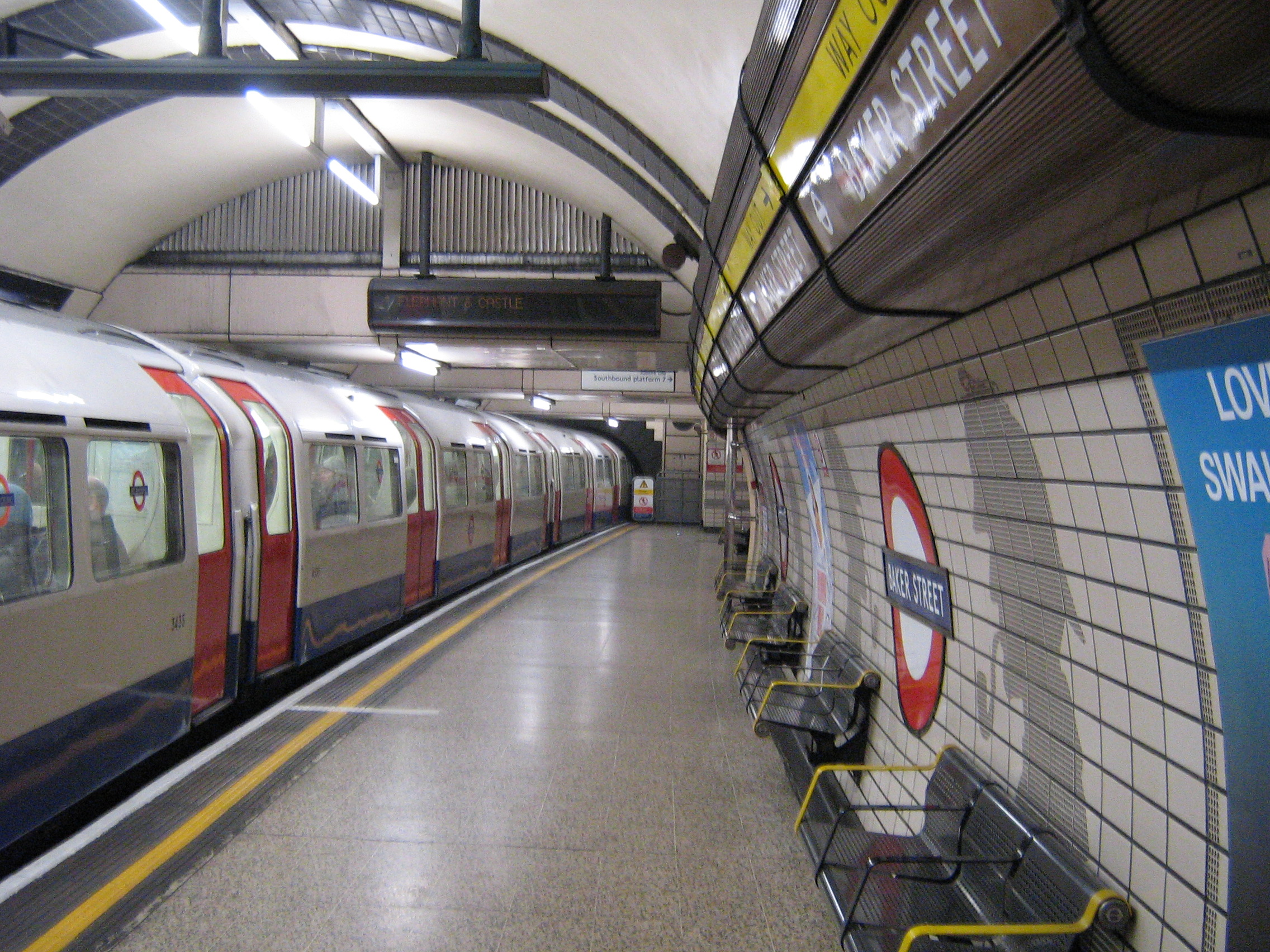
Station der Bakerloo Line

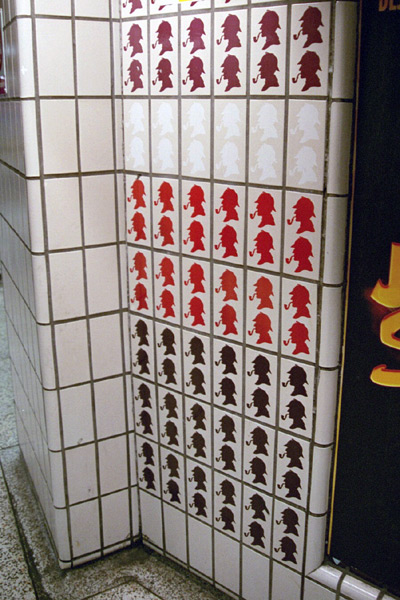
Dieses Fliesenmuster zeigt die Silhouette der Romanfigur Sherlock Holmes, die in der Baker Street 221b lebte.

Baker Street ist eine U-Bahn-Station der London Underground im Stadtbezirk City of Westminster an der Kreuzung von Baker Street und Marylebone Road. Die in der Travelcard-Tarifzone 1 gelegene Station zwischen Marylebone und Regent’s Park ist einer der wichtigsten Knotenpunkte im gesamten Underground-Netz. Hier verkehren Züge der Bakerloo Line, der Circle Line, der Hammersmith & City Line, der Jubilee Line und der Metropolitan Line. Im Jahr 2014 nutzten 32,18 Millionen Fahrgäste die Station.

## Stationsanlage
In unmittelbarer Nähe befinden sich das Wachsfigurenkabinett Madame Tussauds, das London Planetarium und der Regent’s Park. Beim Eingang an der Marylebone Road steht seit 2005 eine große Statue von Sherlock Holmes, der in den Romanen von Arthur Conan Doyle in der 221B Baker Street gelebt hat.
Die knapp unter der Oberfläche liegenden Bahnsteige der Circle Line, der Metropolitan Line und der Hammersmith & City Line sind Teil der ältesten U-Bahn-Linie der Welt und die am besten im Originalzustand erhaltenen auf diesem Streckenabschnitt. Schautafeln an den Wänden zeigen alte Pläne und Fotos der Station.
Die Bahnsteige sind mit der oberirdisch liegenden Station der Metropolitan Line verbunden. Sie ähnelt einem Kopfbahnhof, denn fast alle Züge dieser Linie haben hier ihre Endstation. Allerdings gibt es eine Gleisverbindung zur Ringstrecke, die von einigen Zügen benutzt wird. Die Station der Metropolitan Line ist mit dem Chiltern Court umbaut, ein luxuriöses Wohn- und Geschäftshaus mit rund 45.000 Quadratmetern Nutzfläche, das 1929 von der Metropolitan Railway, der Vorgängergesellschaft der Metropolitan Line, eröffnet wurde. Zu den ersten Mietern der 180 Wohnungen zählten die Schriftsteller Arnold Bennett und H. G. Wells.
Tief unter den Bahnsteigen der Ringstrecke befinden sich die Bahnsteige der Bakerloo Line und der Jubilee Line. Sie sind nebeneinander angeordnet, so dass auf demselben Bahnsteig zwischen diesen beiden Linien umgestiegen werden kann.

## Geschichte
Die Station Baker Street wurde am 10. Januar 1863 von der Metropolitan Railway als Teil der Strecke zwischen Paddington und Farringdon eröffnet, der ältesten U-Bahn-Linie der Welt. Mit der Eröffnung der oberirdischen Station am 13. April 1868 und der Strecke nach Swiss Cottage begann die Expansion in Richtung Nordwesten.
Am 10. März 1906 eröffnete die Baker Street & Waterloo Railway (wie die Bakerloo Line damals hieß) den ersten Abschnitt in Richtung Lambeth North. Die Zweigstrecke der Metropolitan Line nach Stanmore wurde am 20. November 1939 an die Bakerloo Line übertragen, die auch den Lokalverkehr bis Wembley Park übernahm. Die Jubilee Line ersetzte am 1. Mai 1979 die Bakerloo Line auf der Stanmore-Zweigstrecke; am selben Tag ging auch die Neubaustrecke nach Charing Cross in Betrieb.